# Polak potrzebny od zaraz
Polak potrzebny od zaraz (ang. It's a Free World...) – brytyjski dramat filmowy z 2007 roku w reżyserii Kena Loacha. 
Film zrealizowano w międzynarodowej koprodukcji, a jego zdjęcia kręcono w Kijowie, Londynie i Katowicach.

## Fabuła
Główną bohaterką jest młoda Angielka Angie, która pracuje w agencji pośrednictwa pracy szukającej tanich pracowników w Polsce. W wyniku kłopotów zakłada własną firmę. Jednak okazuje się, że większe zyski osiąga się, tylko łamiąc prawo i wykorzystując zatrudnianych pracowników.

## Obsada
- Kierston Wareing - Angie
- Juliet Ellis - Rose
- Lesław Żurek - Karol
- Joe Siffleet - Jamie
- Colin Caughlin - Geoff
- Maggie Russell - Cathy
- Raymond Mearns - Andy
- Frank Gilhooley - Derek
- Faruk Pruti - Emir
- Branko Tomovic - Milan
- Serge Soric - Toni
- Radosław Kaim - Jan
- Steve Lorrigan - sierżant policji